# 尤迪特·阿恩特
尤迪特·阿恩特（德語：Judith Arndt，1976年7月23日—），德国女子自行车运动员。她曾代表德国参加1996年、2000年、2004年、2008年和2012年夏季奥林匹克运动会自行车比赛，获得二枚银牌和一枚铜牌。